# Euro v Česku (občanská iniciativa)

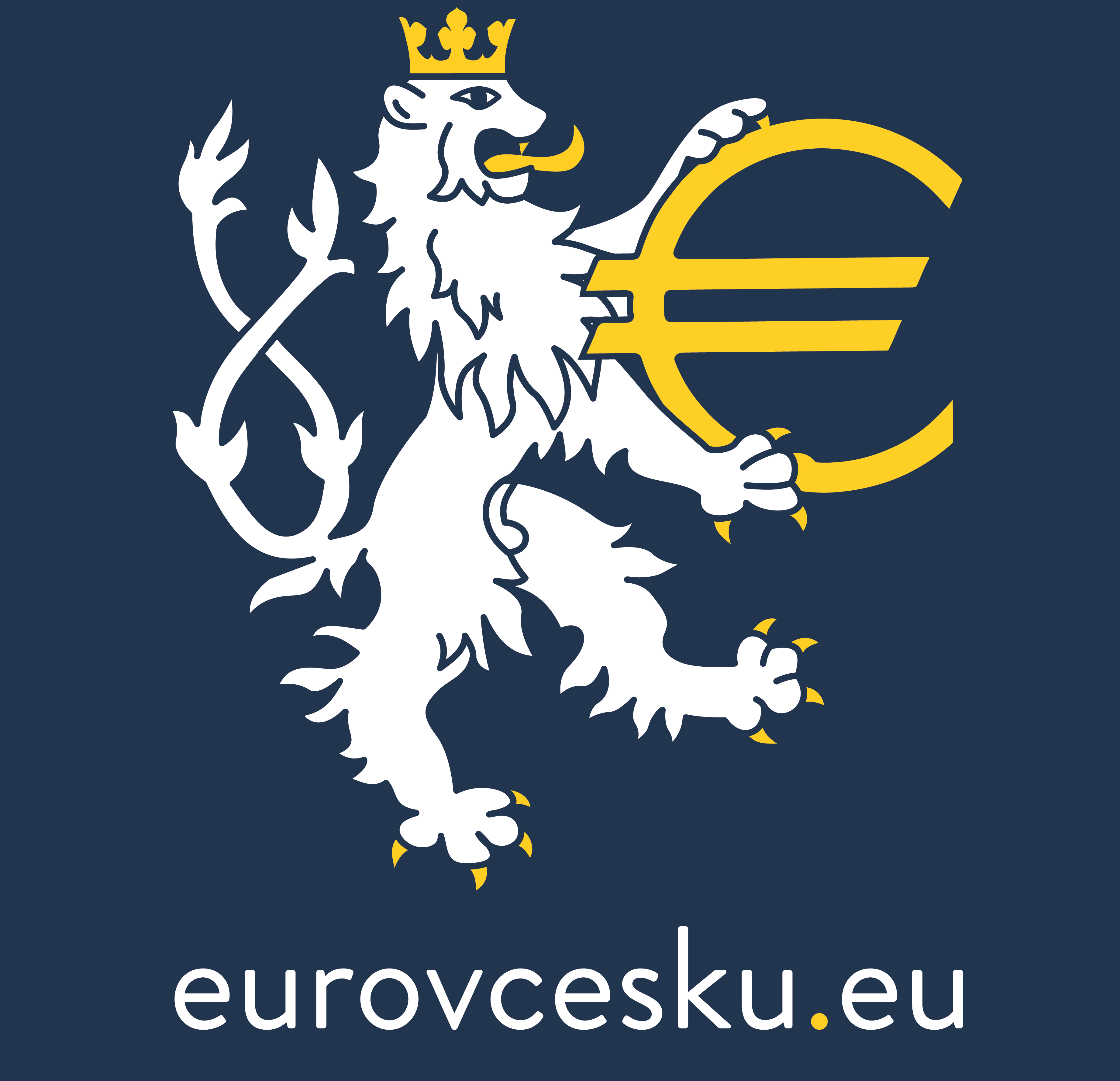
Logo Euro v Česku

Euro v Česku je nezávislá, nezisková občanská iniciativa prosazující zavedení eura v České republice. V roce 2019 ji založil Michael Pascal Večeř, který je jejím předsedou.

## Činnost iniciativy
Iniciativa si klade za cíl přispět k přijetí eura, k němuž se Česká republika zavázala podpisem přístupové smlouvy k Evropské unii v roce 2003 a následným vstupem v roce 2004. Iniciativa se zasazuje o začlenění tématu přijetí eura do aktivní politické diskuze, a to prostřednictvím veřejné činnosti a zvyšování informovanosti občanů. Mezi aktivity iniciativy Euro v Česku patří pořádání debat, vedení rozhovorů, účast v mediálním prostoru, oslovování politiků či petiční činnost.

## Historie
Iniciativu Euro v Česku založil v roce 2019 Michael Pascal Večeř s úmyslem vnést do veřejné a politické debaty téma zavedení eura v České republice, a přispět tak k jeho urychlení. Motivem založení byla absence tématu vstupu do eurozóny na politické scéně a nízká informovanost veřejnosti o jeho výhodách a nevýhodách.

## Struktura
Organizační struktura iniciativy Euro v Česku se skládá z předsedy, předsednictva, výkonné rady, regionální rady a členské základny.